# 팔레스타인 여자 축구 국가대표팀
팔레스타인 여자 축구 국가대표팀은 팔레스타인을 대표하는 여자 축구 국가대표팀으로 팔레스타인 축구 협회에서 관리 및 운영한다. 요르단과의 2005년 WAFF 여자 챔피언십 1차전에서 국제 경기 데뷔전을 치렀고 이 경기에서 0 - 9로 대패하였다.

## 국제 대회 경력

### AFC 여자 아시안컵
2010년에 처음으로 예선에 출전하여 몰디브에 4 - 0 대승을 거둔 것을 빼고는 그다지 큰 성과를 거두지 못한 채 1승 3패로 탈락했으며 이후 2번의 예선에 모두 참가했지만 아직까지 승리를 거두지 못하고 있다.

### WAFF 여자 챔피언십
2007년 대회를 제외한 모든 대회에 출전하였고 요르단에서 개최된 2014년 대회에서는 준우승을 차지하며 모든 국제 대회를 통틀어 역대 최고 성적을 거두었다.

## 기타 국제 대회 경력
2010년 아라비아컵에서는 A조 2위로 4강에 진출하여 최종 4위를 달성하였고 2006년 아랍 여자 축구 선수권 대회에서는 3전 전패로 A조 최하위에 머물렀다.

## 성적

### FIFA 여자 월드컵
- 2003년 ~ 2007년: 불참
- 2011년 ~ 2019년: 진출 실패

### AFC 여자 아시안컵
- 2003년 ~ 2008년: 불참
- 2010년 ~ 2018년: 진출 실패

### 서아시아 여자 축구 선수권 대회
- 2005년: 5위
- 2007년: 불참
- 2010년: 4위
- 2011년: 조별리그
- 2014년: 준우승
- 2019년: 조별리그

## 같이 보기
- 팔레스타인 축구 국가대표팀